# Мфекане
Мфекане (від зулу mfecane 'перемелювання'), або діфакане (від сесото difaqane) - термін, що позначає бурхливі події в історії Південної Африки, пов'язані з розширенням панування зулусів під керівництвом Шаки (Чаки) приблизно з 1815 по 1835 рр.
У той час як безпосереднім результатом цих подій стало створення імперії зулусів, вони мали й інші наслідки: племена, які втекли від настання Шаки, сіяли руйнування на своєму шляху, доходячи з нинішнього Наталя до сучасних Малаві (нгоні), Зімбабве (ндебеле) та Лесото (сото).

## Передумови
Для всіх цих подій існували об'єктивні передумови. Першою з них стало збільшення чисельності населення в Зулуленді, тобто на сході нинішньої ПАР. Воно було пов'язано, зокрема, з тим, що португальці, що мали колонії в Мозамбіці, привезли з американських володінь кукурудзу , яка давала кращий урожай, ніж місцеві злаки. З іншого боку, вона вимагала великих водних ресурсів. Це означало, що, з одного боку, правителі могли дозволити собі велику за чисельністю армію, так як не потрібно було направляти на вирощування злаків стільки ж людей, скільки раніше, а з іншого боку, конкуренція за досить бідні водні ресурси посилилася. Крім того, очевидна стала потреба в об'єднанні перед обличчям зростаючої активності європейців, в першу чергу португальців, але також англійців та бурів.

## Історія
До кінця XVIII століття майже всі придатні для обробки землі були вже зайняті, а на початку XIX століття країну вразила десятирічна посуха. Щоб забезпечити свою безпеку, Дингісвайо, голова клану Мтетва, що мешкав на півдні Зулуленду, по берегах річки Тугела, приблизно в 1817 році уклав союз з вождями племені тсонга, які контролювали шлях до затоки Делагоа (нині Мапуту). Це викликало невдоволення клану ндвандве, що мешкав на північ від, в долині Понгола, тобто між землями Мтетва і тсонга, тим більше що в 1812 році Дингісвайо і Шака вже витіснили один з кланів нгуні, нгване, за Буффало-Ривер, і явно представляли для ндвандве загрозу. Зіткнення між Дингісвайо і Звіде, вождем ндвандве, поклали початок міжусобної війни серед зулусів.

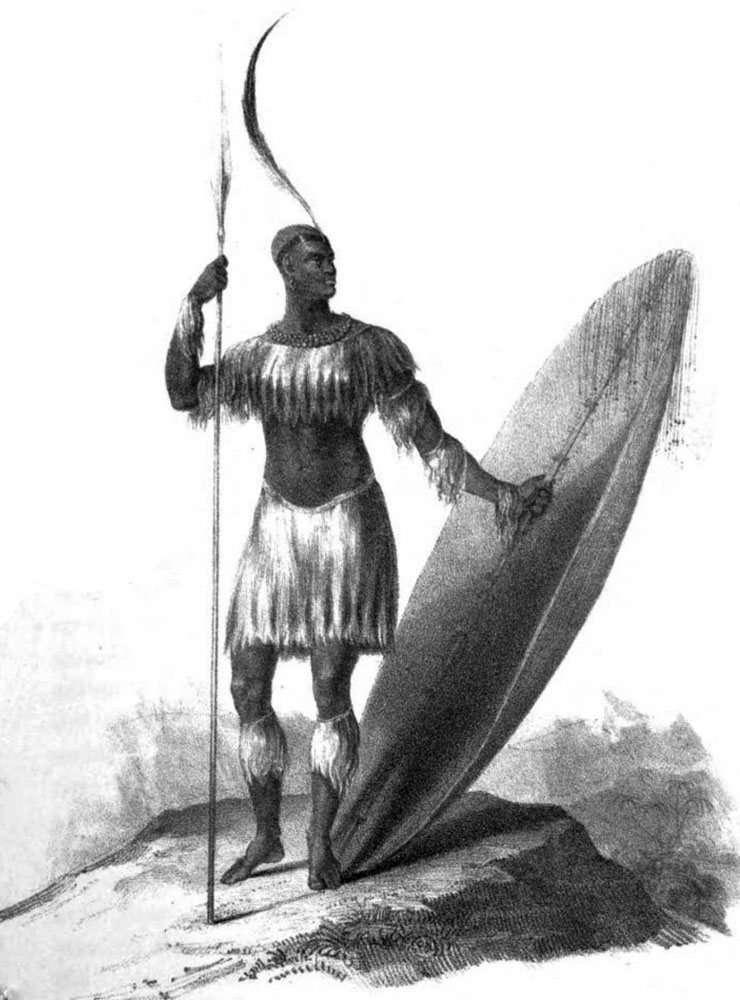
Єдине прижиттєве зображення Шаки

Спочатку перемогу здобував Звіде, якому вдалося віроломно під час переговорів вбити Дингісвайо, однак в битві при річці Мхалтузе у 1820 році Мтетва і зулу, які утворили союз під керівництвом Шаки, змогли завдати ндвандве тяжкої поразки, а сам Звіде був убитий.
Зулуси, приходячи в нові землі, часто вирізали всіх чоловіків і хлопчиків, так що багато племен nsrfkb від них, використовуючи, в свою чергу, ту ж тактику. Такий «ефект доміно» поширився дуже широко і привів не тільки до масштабних переселень, але і до консолідації держав, розташованих навіть досить далеко від центру подій.
Після поразки ндвандве в битві при пагорбі Гоклен (1818) Сошангане, воєначальник армії ндвандве, втік на північ, де він зміг підкорити собі племена тсонга, розгромити португальські поселення в затоці Делагоа, Інамбане та Сена й заснувати власну імперію Газа, що протрималася до 1895 року. Самі тсонга, в свою чергу, через хребет Лебомбо тікали на північ майбутньої Республіки Трансвааль (нинішня провінція Лімпопо).
З Сошангане тікав інший вождь з ндвандве, Звангендаба. Він завдав поразки імперії Розві в нинішньому Зімбабве і заснував державу нгоні в нинішньому Малаві, між озерами Танганьїка та Малаві.
Клан нгване під керівництвом вождя на ім'я Собуза, рятуючись від наступаючих зулусів, тікав на північний схід, розгромивши по шляху плем'я хлубі. Собуза був засновником нинішнього Свазіленду.

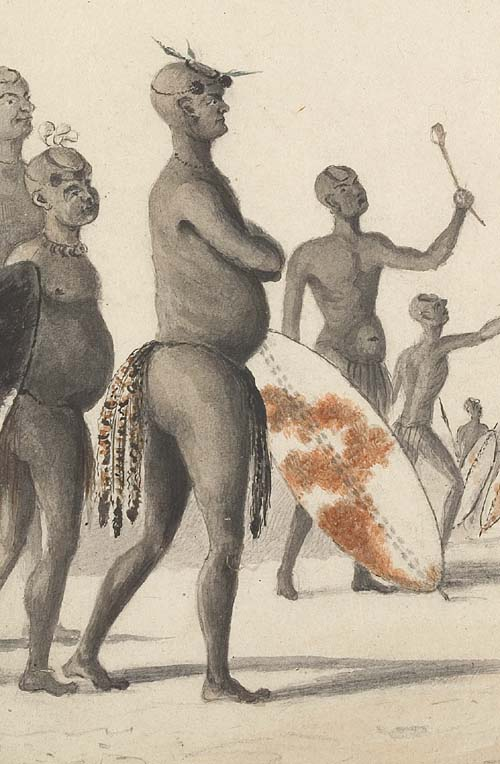
Мзіліказі, правитель ндебеле (матабеле)

Мзіліказі, один з воєначальників Шаки, зі своїм кланом ндебеле (матабеле) рушив на захід, на територію нинішньої провінції Вільна держава, де сіяв жах серед сото . Зіткнення з бурами змусили його перебратися на північ, через річку Лімпопо, в нинішній Матабелеленд (південь Зімбабве).
У той же час частина сото, клан кололо, рятуючись від матабеле, мігрували спочатку на захід, а потім, зазнавши поразки від гріква, на північ через нинішню Ботсвану, на захід Замбії, в Баротселенд, де вони підкорили народ лозі, однак пізніше були вигнані і переселилися на схід, в нинішній Малаві.
Багато з тих, хто тікав від зулусів на захід, виявилися змішані з коса; зараз вони розмовляють мовою коса, однак зберігають власну ідентичність, називаючись мфенгу.
З іншого боку, вождь сото Мошвешве I зібрав навколо себе тих, хто чинив опір навалі ндебеле, і, пішовши в неприступні гірські фортеці, заснував королівство Лесото.

## Критика
Південноафриканський історик Джуліан Коббінг у 1989 році виступив з критикою поняття мфекане, вважаючи, що воно є проявом ідеології апартеїду, оскільки, на його думку, традиційно ці події розглядалися як «самознищення чорних». Коббінг вказував на недооцінку ролі білих, особливо работорговців в цих подіях.
Роботи Коббінга викликали справжній переполох у науковому співтоваристві. Слідом за Дж. Коббінгом ще кілька дослідників зі сторінок наукових журналів виступили з критикою традиційної концепції мфекане. У 1991 р у Вітватерсрандському університеті відбувся великий науковий симпозіум, присвячений проблемі дослідження причин і характеру подій періоду мфекане. У своїх виступах ряд провідних фахівців з історії Південної Африки в колоніальний період піддали різкій критиці концепцію Дж. Коббінга. Більшість дослідників вказали на недостатню аргументацію його висновків, замовчування низки важливих документів, ігнорування свідчень самих африканців та їх участі у формуванні історичних уявлень про минуле своїх народів. Не знайшли свого фактичного підтвердження твердження Дж. Коббінга, що работоргівля справила визначальний вплив на формування зулуської держави.
Однак, незважаючи на явні недоліки багатьох тверджень, що містяться в роботах Дж. Коббінга, дискусія виявила слабкі місця і в колишніх поглядах на причини піднесення зулуської держави і характер подій періоду мфекане. Це, перш за все, ігнорування впливу колоніальної периферії на африканські суспільства, недостатність і суперечливість свідчень, які мають історики, що багато в чому ставить під сумнів саму можливість відновлення послідовності подій, що відбувалися за межами колоніальних володінь європейців у Південній Африці в кінці XVIII-першій третині XIX ст.